# Vasegerszeg
Vasegerszeg é um município da Hungria, situado no condado de Vas. Tem 12,72 km² de área e sua população em 2015 foi estimada em 392 habitantes.